# NGC 717
NGC 717 este o galaxie lenticulară situată în constelația Andromeda. A fost descoperită în 28 octombrie 1850 de către Heinrich Louis d'Arrest. Se află la o distanță de 70,03 de megaparseci de Pământ.